# Estació de Cèntric
Cèntric és una estació de la línia 9 del metro de Barcelona. En aquesta estació hi tindran parada en un futur trens de la L2.
Dona servei al centre del nucli urbà del Prat de Llobregat, a l'escola Bernat Metge, a l'escola Ramon Llull, a l'escola Pompeu Fabra, a la biblioteca Antoni Martín, a l'institut Baldiri Guilera, i al CAP 17 de setembre. Hi ha dos accessos, un per la plaça Catalunya, i un altre per la plaça Catalunya amb el carrer Lleida. És una estació de tipus entre pantalles i disposa d'escales mecàniques i ascensors per a persones amb mobilitat reduïda (PMR). També té una andana de 100 metres.
La previsió inicial era obrir l'estació l'any 2007, es va posar en funcionament el 12 de febrer de 2016.
| Metro de Barcelona              |          |         |                 |                        |
| Procedència/Destinació          | <        | Línia   | >               | Procedència/Destinació |
| Aeroport T1                     | Parc Nou |         | El Prat Estació | Zona Universitària     |
| Projectat                       |          |         |                 |                        |
| Aeroport T1                     | Parc Nou |         | El Prat Estació | Badalona Pompeu Fabra  |
| Aeroport T1                     | Parc Nou | Can Zam | El Prat Estació |                        |
| Font recorregut: PDI 2009-2018. |          |         |                 |                        |